# Crakemarsh
Crakemarsh – osada w Anglii, w hrabstwie Staffordshire, w dystrykcie East Staffordshire, w civil parish Uttoxeter Rural. Leży 3 km od miasta Uttoxeter. Crakemarsh jest wspomniana w Domesday Book (1086) jako Crachemers.